# Florin Iordache
Florin Iordache (Caracal, 14 dicembre 1960) è un politico rumeno.
Deputato del Partito Social Democratico (PSD) per il distretto di Olt per cinque legislature (2000-2020), fu presidente della Camera dei deputati per sei mesi nel corso del 2016.
Nel 2017 fu nominato Ministro della giustizia del governo Grindeanu e si trovò al centro delle polemiche per l'elaborazione di un progetto di modifica del codice penale che fu alla base di vasti movimenti di protesta anti-corruzione che ebbero luogo in tutto il paese. L'ampiezza delle manifestazioni fu tale che il governo fu costretto a ritirare il provvedimento e Iordache a rassegnare le proprie dimissioni.

## Formazione accademica e carriera professionale
Florin Iordache conseguì un primo titolo di studi nel 1985, presso la facoltà di ingegneria dell'Università di Craiova. Negli anni successivi, fino al 1996, lavorò in qualità di ingegnere in diverse aziende della natia Caracal in Oltenia.
Nel 2002, una volta divenuto deputato, cominciò a seguire numerosi corsi universitari di specializzazione nel ramo del diritto e della pubblica amministrazione. Nel 2002 conseguì la laurea in giurisprudenza presso l'Università di Craiova, nel 2004 un master presso la Scuola nazionale di studi politici e amministrativi, nel 2006 un corso post laurea presso l'Università Nicolae Titulescu di Bucarest e un altro presso l'Università nazionale di difesa "Carlo I" di Bucarest. Nel 2007 ottenne il titolo di dottore in "Relazioni economiche internazionali" e nel 2008 frequentò dei corsi presso l'Istituto diplomatico romeno.

## Carriera politica

### Ingresso nel PDSR e deputato di Olt
Tra il 1996 e il 2000 fu presidente dell'organizzazione distrettuale del piccolo Partito Socialista grazie al quale rivestì, negli stessi anni, anche la funzione di vicesindaco della cittadina di Caracal.
Nel 2000 aderì al Partito della Democrazia Sociale di Romania (PDSR), che nel 2001 diventò il Partito Social Democratico (PSD), del quale divenne vicepresidente dell'organizzazione distrettuale. Il PDSR lo candidò la prima volta per un seggio alla camera dei deputati in occasione delle elezioni parlamentari in Romania del 2000. Ottenuto il seggio, riuscì a riconfermarlo in occasione di tutte le successive tornate elettorali. Fu deputato per Olt per la IV, V, VI, VII e VIII legislatura su un arco temporale di circa 20 anni (2000-2020).
Considerato un elemento vicino ai primi ministri socialdemocratici Adrian Năstase (2000-2004) e Victor Ponta (2012-2015), in veste di deputato dal 2003 al 2012 e dal 2016 al 2017 fece parte della commissione giuridica sulla disciplina e sulle immunità dei parlamentari.
Iordache fu considerato uno dei fautori del progetto di legge in tema di amnistia e grazia che nel 2013 sarebbe dovuto passare alla votazione parlamentare e garantire maggiori immunità ai membri delle camere. Il rischio dell'esplosione di uno scandalo pubblico, che portò al cosiddetto "martedi nero" del 10 dicembre 2013, tuttavia, costrinse l'allora presidente della camera Valeriu Zgonea a ritirare la proposta dall'ordine del giorno.

### Presidente della Camera dei deputati
Il 22 aprile 2016 in fase di appello l'Alta corte di cassazione e giustizia condannò il presidente del PSD Liviu Dragnea per frode elettorale, ragione per la quale il segretario esecutivo del PSD e presidente della camera dei deputati Valeriu Zgonea lo invitò a ritirarsi dal partito. Le esternazioni pubbliche di Zgonea non piacquero agli esponenti del comitato esecutivo nazionale del PSD, che ne decretarono l'espulsione e lo costrinsero ad abbandonare i propri incarichi. Per sostituirlo, a partire da giugno Iordache fu nominato ad interim presidente della camera, salvo essere riconfermato in settembre fino a fine legislatura. Il 21 dicembre 2016, inizio della nuova legislatura, lo stesso Dragnea fu eletto nuovo presidente della camera.

### Ministro della giustizia
Dopo le elezioni parlamentari in Romania del 2016 (che valsero a Iordache il quinto mandato alla camera), il 4 gennaio 2017 si formò un governo presieduto da Sorin Grindeanu. Su indicazione di Dragnea, Iordache fu nominato ministro della giustizia, considerato un dicastero di primo rilievo dalla segreteria del PSD. Già nel mese di gennaio 2017, il governo fece sapere di essere sul punto di emanare due ordinanze d'urgenza finalizzate a risolvere il problema del sovraffollamento carcerario:
- un provvedimento di grazia per condanne fino a 5 anni
- una modifica al codice penale che depenalizzava il reato di abuso d'ufficio per reati che implicavano somme inferiori ai 200.000 lei (circa 50.000 €)

Tali misure scatenarono le critiche delle opposizioni e dell'opinione pubblica, con manifestazioni spontanee di protesta che si verificarono in tutto il paese già dalla sera del 18 gennaio. Il 31 gennaio il governo, per voce del ministro della giustizia, comunicò di aver pubblicato in seduta serale l'ordinanza d'urgenza relativa alla modifica del codice penale che poneva a 200.000 lei la soglia economica oltre la quale era possibile procedere penalmente contro un indagato (Ordinanza d'urgenza n. 13 per la modifica e l'integrazione della Legge 286/2009 riguardante il codice penale e la Legge 135/2010 riguardante il codice di procedura penale).
In occasione della conferenza stampa, dopo aver presentato gli atti normativi, Iordache si rifiutò di rispondere ai giornalisti, ribattendo seccamente per ben 24 volte ad ogni domanda con una frase che divenne celebre e sintomatica del momento storico:
(Florin Iordache)
Le misure intraprese del governo furono causa delle più grandi manifestazioni di piazza dai tempi della rivoluzione romena del 1989, cui presero parte migliaia di persone. I manifestanti chiedevano il ritiro dell'ordinanza in quanto questa avrebbe favorito la corruzione e aiutato il presidente del PSD Liviu Dragnea ad evitare l'incriminazione in ulteriori inchieste in cui figurava come indagato. La forza delle proteste costrinse il governo a ritirare l'ordinanza. Il 9 febbraio Iordache, in aperta critica con i dimostranti che lo ritenevano tra i responsabili dell'elaborazione del progetto, prese la decisione di rassegnare le proprie dimissioni, dichiarando «Tutte le iniziative intraprese sono legali e costituzionali, ma per l'opinione pubblica ciò non è stato sufficiente». L'incarico fu assunto ad interim dal ministro degli affari europei Ana Birchall e, poi, dal nuovo ministro titolare Tudorel Toader.

### Presidente della commissione speciale sulla giustizia
Lasciato l'incarico ministeriale, il 4 aprile 2017 Iordache fu nominato vicepresidente della camera (211 voti a favore, 77 contro), posizione che era rimasta vacante da febbraio in seguito al trasferimento di Rovana Plumb al ministero dei fondi europei.
Nel settembre 2017 assunse la guida di una speciale commissione parlamentare congiunta tra le due camere incaricata di verificare e modificare le leggi inerenti al sistema giudiziario. L'operato della commissione, tuttavia, fu causa di proteste popolari e di critiche da parte della Commissione europea a causa delle pressioni poste sulla magistratura. La commissione fu dismessa nel luglio 2019 su proposta del nuovo presidente della camera Marcel Ciolacu.
Nel marzo 2019, in qualità di presidente della camera ad interim per una breve assenza di Liviu Dragnea per motivi di salute, si rivolse alla Corte costituzionale della Romania, sostenendo che l'Alta corte di cassazione e giustizia non avesse adempiuto alle disposizioni della legge 78/2000 che prevedeva che le corti di tre giudici, come quella che aveva condannato Dragnea in primo grado in un altro processo, avrebbero dovuto essere specializzate in fatti di corruzione. Nel luglio 2019 la Corte costituzionale ammise la sua richiesta, disponendo il rifacimento di tutti i processi con sentenze di primo grado emesse prima del 23 gennaio 2019, ma per le quali non era stata emanata una condanna definitiva.
Nell'ottobre 2020 fu eletto presidente del Consiglio legislativo del parlamento con 185 voti favorevoli e 42 contrari.

## Vita privata
Iordache è sposato con Magdalena Iordache, ex giudice dell'Alta corte di cassazione e giustizia, e ha una figlia, Delia.